# Opération Anadyr
Pour les articles homonymes, voir Anadyr.

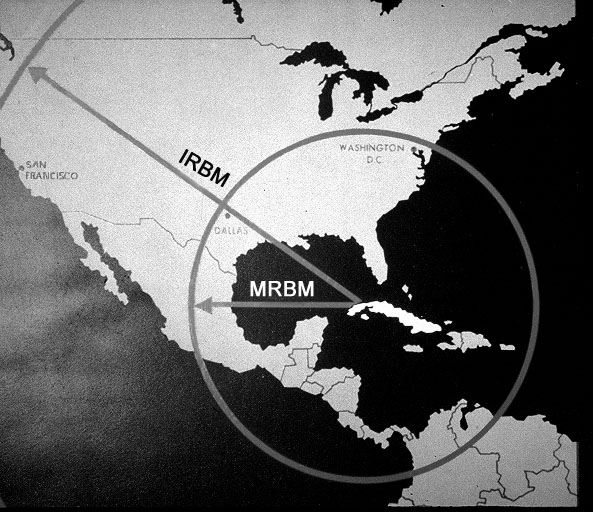
Portée des SS-4 et SS-5 soviétiques déployés à Cuba.

Opération Anadyr (en russe : Анадырь) - du nom de la ville d'Anadyr en Extrême-orient russe - est le nom de code d'une opération militaire de déploiement de forces soviétiques à Cuba, lancée secrètement en mai 1962 sur ordre de Nikita Khrouchtchev, et dont la planification est confiée au maréchal Bagramian. L'opération - contrecarrée vers la fin par sa découverte - conduit à la crise des missiles de Cuba, après que les États-Unis en produisent les preuves photographiques.

## Origines du projet

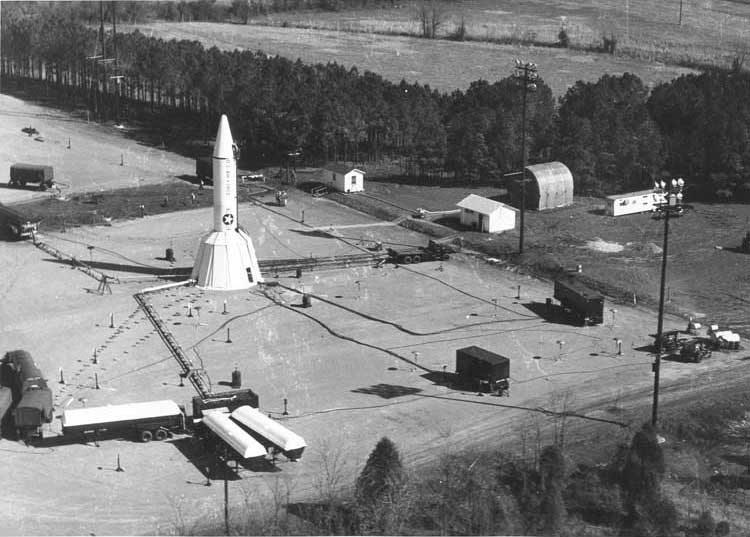
Aire de lancement de missiles Jupiter semblable à celles de Turquie

Selon les mémoires de Nikita Khrouchtchev, lors d'une balade en avril 1962 sur une plage de la mer Noire, lui et son ministre de la défense Rodion Malinovsky évoquent la menace venue du court temps de vol des missiles Jupiter déployés en Turquie (10 minutes pour atteindre l'URSS), et le désavantage qui s'ensuit pour l'Union soviétique face à l'OTAN. C'est ainsi que naît dans la tête de Khrouchtchev le projet de déployer des missiles à Cuba, récemment passé sous le régime castriste, pour compenser ce désavantage. Khrouchtchev envisage prosaïquement le déploiement des missiles à Cuba « comme posant un de nos hérissons dans les culottes américaines » . 
Cette opération est, dans une certaine mesure, menée à l'instigation du régime castriste alors au pouvoir à Cuba. Ce dernier avait sollicité de l'Union soviétique un soutien militaire, craignant que les États-Unis tentent à nouveau d'envahir l'île après l'échec, le 17 avril 1961, du débarquement dans la baie des Cochons de forces armées entraînées par la CIA, à l'initiative de l'administration Eisenhower.

## Ampleur et but du plan initial
Le plan de déploiement initial est ébauché par le général Anatoly Gribkov (en) et deux assistants, quelques jours après la réunion, le 21 mai 1962, du conseil soviétique de défense, au cours duquel l'idée de Khrouchtchev est approuvée après débat .
- une division d'infanterie mécanisée en soutien de trente-six missiles SS-4 Sandal servis par trois régiments, ainsi que des missiles SS-5 Skean servis par deux régiments
- deux régiments de missiles FKR-1 équipés de seize lanceurs et de 80 têtes nucléaires tactiques [2]
- deux divisions antiaériennes [2]
- la 32e escadrille de combat équipée de quarante MiG 21F-13s, basée à Koubinka rebaptisée 213e escadrille pour la circonstance [2],[3]
- quatre régiments de fusiliers motorisés, chacun avec son propre bataillon de tanks [2]
- une brigade de douze bateaux lance-missiles [1],[2]

Au total, une force de 50 874 hommes et du matériel, dont le déploiement exige 85 transports, des navires marchands pour la plupart, mais aussi quelques paquebots. Malinovsky approuve le déploiement le 4 juillet 1962
et Khrouchtchev donne son accord final trois jours plus tard . 
Le 4 septembre 1962, quelques missiles sol-air et quelques bateaux lance-missiles (déployés en avant-garde) sont repérés lors de vols américains de reconnaissance et Kennedy lance une première mise en garde, à quoi Khrouchtchev répond par quelques renforts, :
- six bombardiers Il-28 avec six bombes atomiques [2]
- trois bataillons Luna équipés de douze têtes nucléaires tactiques [2]

Puisque la principale force balistique n'a pas encore été expédiée, il est prévu que ces renforts seront acheminés avec elle .

## Déploiement
Du 17 juin 1962 à la mi-octobre 1962, des troupes sont acheminées par 86 bateaux, 180 voyages depuis les ports de Baltiisk, Liepāja, Sébastopol, Théodosie, Mykolaïv, Poti, Mourmansk et Kronstadt.
Oleg Penkovsky, un agent double du GRU, travaillant aussi pour la CIA et le MI6, leur dévoile l'emplacement de missiles .
Un satellite de reconnaissance Lockheed KH-5 Argon est mis en orbite le 9 octobre 1962 depuis la base californienne Vandenberg, et le 14 octobre 1962 des photographies sont prises depuis un avion de reconnaissance Lockheed U-2. Le 16 octobre 1962, la présence de missiles soviétiques à Cuba est confirmée au président Kennedy et à son commandement militaire. C'est le début de la crise des missiles de Cuba . 

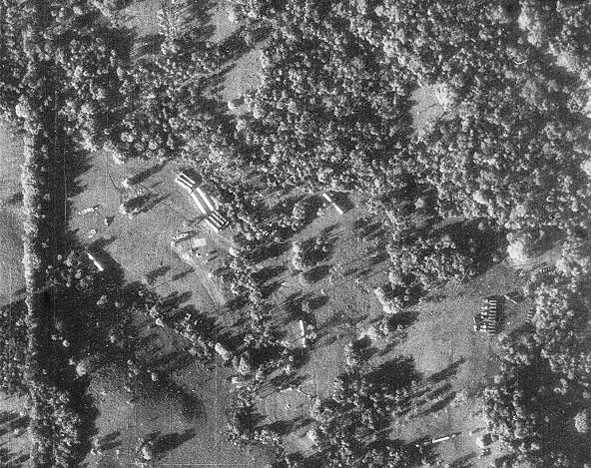
Image prise d'un U-2 de missiles soviétiques à équiper d'ogives nucléaires